# Коуш

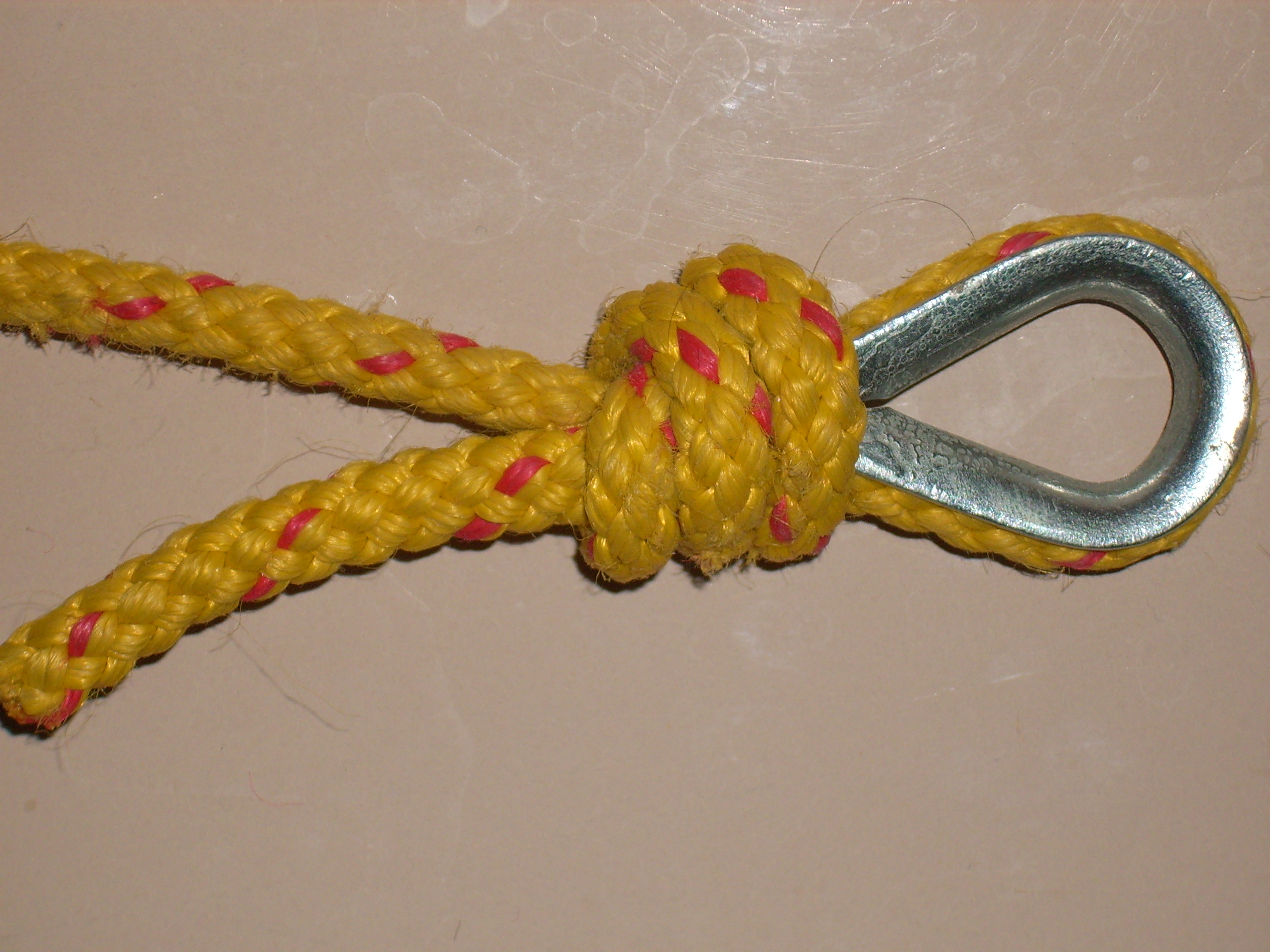

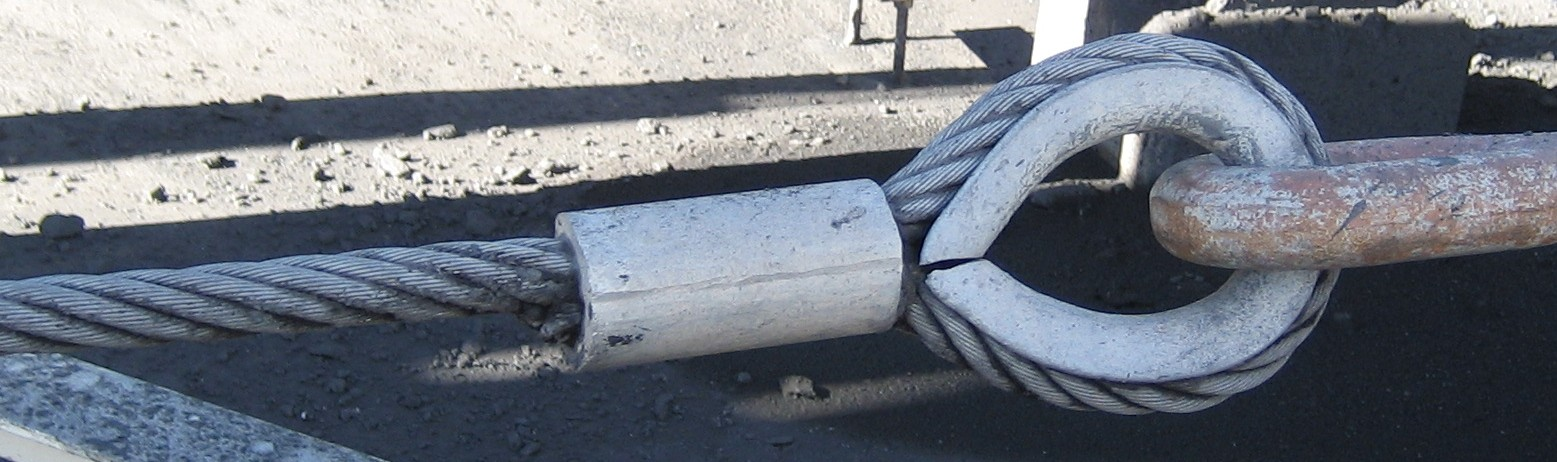

Ко́уш (ко́ус) (от нидерл. kous) — каплевидная, круглая или треугольная оправка из металла с жёлобом на наружной стороне. Коуш заделывают в петлю троса (огон), чтобы предохранить его от истирания и излома. Петля получается более плавной, а трение в ней существенно снижается.
Коуш широко применяют в грузоподъёмных устройствах, используют при изготовлении стропов. В морской практике коуши используют для крепления канатов (тросов) к конструкциям или такелажу судна. А также используют пожарные при применении пожарной верёвки.
Коуш часто изготавливают из углеродистой стали и оцинковывают, но бывают и пластмассовые.